# Università degli Studi di Foggia
De Università degli Studi di Foggia (UNIfg) is een universiteit in de Italiaanse stad Foggia, opgericht in 1999. 

## Rectoren
- Antonio Muscio (1999-2008)
- Giuliano Volpe (2008-2013)
- Maurizio Ricci (2013- )